# Гентский международный кинофестиваль
Гентский международный кинофестиваль (нидерл. Internationaal filmfestival van Vlaanderen-Gent))
один из важнейших кинофестивалей в мире. Впервые он состоялся в 1974 как студенческий фестиваль. В 2011 году фестиваль будет проходить уже в 38-й раз и он становится одним из самых важных событий осени в сфере кино в Европе и самым крупным киномероприятием в странах Бенилюкса. За все годы существования не только авторитет Гентского кинофестиваля но и влияние на развитие мирового кино чрезвычайно выросли. Здесь получали призы выдающиеся мастера мирового экрана. Eжегодно в его программе более 150 короткометражных и документальных фильмов. Интересная программа привлекает более 125 000 зрителей, в том числе 60 000 студентов. Гентский кинофестиваль уделяет особое внимание музыке и её роли в фильме.

## Гентский международный кинофестиваль
В Гентском кинофестивале принимают участие композиторы и известные гости из разных стран мира, среди которых кинематографисты, журналисты и кинокритики. Кроме показа фильмов, организаторы фестиваля приглашают гостей и зрителей принять участие в выставках связанных с темой фестиваля. 38-й Гентский кинофестиваль запланирован на 11-22 октября 2011 года.

## История
Первый Гентский фестиваль был организован активистами студия Skoop и студенческого клуба Filmclub в январе 1974 года. В то время это событие называлось «Filmgebeuren Gent» и его целью было представить фильмы, которые никогда не достигли бы показа в кинотеатрах из-за альтернативного содержания и стиля.
В 1974 году, были показаны 18 фильмов. Вскоре Генте появились новые производители фильма использующие провокационные темы нарушащие табу. Были введены новые имена и новые понятия. Начался период расцвета фестиваля. На организационном и финансовом уровне фестиваль приобрёл высокое качество культурного события. Это стало возможным благодаря команде организаторов, работавшей над подготовкой фестиваля в течение всего года.
В 1985 году фестиваль открыл весьма оригинальную главную тему: «Влияние музыки на фильм». Ни один другой фестиваль в мире не делал этого раньше. Это позволило фестивалю выйти за рамки традиционной проекции фильмов. Живые концерты были организованы по всему городу, во время которых известные композиторы исполняли свою музыку: Эннио Морриконе, Жоржа Делерю, Жан-Клод Пети, Никола Пиовани, Стэнли Майерс, Карл Дэвис, Брюс Бротон и Майкл Найман. Международный кинофестиваль во Фландрии был первым фестивалем в мире, в котором организаторы обратили внимание на важность музыки в фильме. С 1985 фестиваль сосредоточивается на исследовании влияния музыки на фильм. Музыка к кинофильмам стал главной темой фестиваля. Множество уникальных концертов, презентация Всемирной награды саундтреков и много других музыкальных событии делают фестиваль интересным для всех зрителей.
Во время фестиваля показ нескольких фильмов сопровождает живая музыка и можно посетить различные семинары о музыке фильма. В 2001 году фестиваль представил Всемирную награду в первый раз. Награды признает Всемирная академия саундтреков, которая именно эта академия хочет выделить образовательные, культурные и профессиональные аспекты музыки фильма и кинозвука. Академия хочет написать историю саундтреков и продвигать их по всему миру. Конкурирующие фильмы оценивает международное жюри, которое предоставляет три награды: Гран-при за лучший фильм, премию Жоржа Делерю за лучшую музыку и Европейскую премию за короткий фильм.
Специальные почётные награды Жозефа Плато ежегодно представлены специальным гостям Гентского Международный кинофестиваль, которые своими достижениями заработали их специального и особенного места в истории международного кино.

## Международная академия саундтреков/The World Soundtrack Academy
Международная академия саундтреков/The World Soundtrack Academy была основана в 2001 году организаторами кинофестиваля для того, чтобы отметить роль музыки в кино и уделить внимание кинокомпозиторам. Сейчас в Академии, более 300 композиторов, профессионалов киноиндустрии, управляющих звукозаписывающими компаниями и других представителей киномузыкального бизнеса со всего мира. Международная академия саундтреков вручает свою премию World Soundtrack Awards в пяти номинациях: «Кинокомпозитор года», «Лучшая оригинальная музыка к фильму», «Лучшая оригинальная песня для фильма», «Открытие года», «За особые достижения».

## Пресса
Газета Variety считает Гентский международный кинофестиваль одним из самых важных событий в сфере кино в Европе из-за его мощного влияния на музыку. Aмериканский финансовый журнал The Wall Street Journal пишет о Гентском Кинофестивале, как об одном из пяти самых важных в Европе.

## Гости
В Гентском кинофестивале принимают участие композиторы и известные гости из разных стран мира, среди которых кинематографисты, журналисты и кинокритики. Именно поэтому Гентский фестиваль иногда называют парадом звезд, который всегда происходит на церемонии вручения премии. На концерте сопровождающем октябрьский фестиваль очень часто выступают композиторы с мировым именем. В прошлом уже принимали участие: Эннио Морриконе, Габриэль Яред, Элмер Бернстайн, Майкл Камен, Патрик Дойл, Говард Шор, Жорж Делерю, Ганс Циммер, Морис Жарр, Крейг Армстронг, Гарри Грегсон-Уильямс, Майкл Данно, Густаво Сантаолалья.
Кроме музыкантов, композиторов, профессионалов киноиндустрии, управляющих звукозаписывающими компаниями и других представителей киномузыкального бизнеса, в фестивале принимают участие известные актёры: Катрин Денёв, Кэтлин Тернер, Вуди Харрельсон, Вигго Мортенсен, Дэвид Кроненберг, Майк Ли, Франсуа Озон, Жанна Моро, Джина Лоллобриджида, Том Тыквер, лорд Ричард Аттенборо, Тодд Хейнс, сэр Питер Устинов, Уолтер Хилл, Дэнни Гловер, Сидни Поллак, Джейн Биркин, Люк Бессон, Майк Фиггис, Морган Фриман, Вера Акин, Энди Гарсиа, Мелани Гриффит, Роберт Олтмен, Жюльет Бинош, Сандра Буллок, Брэд Питт, Кен Лоуч и Михаэль Ханеке.
Интересно что в 2010, впервые в истории Международной академии саундтреков в одну из номинаций был включен российский композитор Сергей Евтушенко, он был номинирован на премию в разделе «Открытие года» за музыку к фильму «Последнее воскресение».

## Лауреаты
- 1995: «Велорикша», режиссёр Чан Ань Хунг — «Премия Жоржа Делерю за лучшую музыку к фильму» и «Гран-при за лучший фильм» на конкурсе «Влияние музыки на фильм»[4].